# Casa Potau
La Casa Potau és una obra de Tremp (Pallars Jussà) protegida com a Bé Cultural d'Interès Local.

## Descripció
La Casa Potau és un edifici entre mitgeres, situat al centre del nucli urbà de Tremp. Consta de tres nivells d'alçada, planta baixa, pis i golfes, les quals destaquen per una galeria d'arquets de mig punt d'estil medievalitzant.
Al primer pis destaquen les finestres d'arcs rebaixats amb balcons individuals que combinen barrots simples i helicoidals.
De la façana posterior, que afronta a la Plaça Princesa Sofia, destaca la reixa metàl·lica d'influència modernista, suportada entre pilars coronats per esferes.

## Història
Segons fonts historiogràfiques locals, l'edifici que ens correspon va albergar l'antiga residència del marquès de Sentmenat.